# Калужский хлебокомбинат
ЗАО Калу́жский хлебокомбина́т — завод по производству хлебобулочных изделий. Начал работать в 1936 году на базе 125 калужских пекарен в составе Московской области.

## История

### Довоенный период
Калужская область была образована в 1944 году, из выделенных земель Тульской, Московской и других ближайших областей. С 1929 по 1937 годы Калуга принадлежала Московской области, с 1937 по 1944 годы к Тульской области.
Из статьи в газете «Коммуна» № 9 от 10 января 1934 года, в рубрике «Наши предложения третьей районной партийной конференции большевиков. Говорят рабочие, специалисты, инженеры, мастера, колхозники» рабочие пекарни № 3 выдвинули предложение: «Ставим вопрос о хлебозаводе. Много пекарен в Калуге, а что толку, все они мелкие, кустарного типа. Самая крупная пекарня — это наша пекарня № 3. Она даже немного механизирована и выпускает до 15 тонн хлеба в сутки. Но эта производительность также очень низкая. Ведь город с его возросшим населением поглощает огромное количество хлеба. В особенности даёт себя знать плохая пропускная способность наших пекарен после открытия 13 торговых точек Мосторга. Мы ставим вопрос о постройке в Калуге мощного хлебозавода. Эта необходимость назрела и ставится сейчас во весь рост».
И уже в мае 1934 года на базе действующих в Калуге 12-ти пекарен и Хлебозавода № 1 был создан «Калужский хлебокомбинат». По этим предприятиям было распределено выпекание хлебобулочной продукции:
- Хлебозавод № 1 выпекал чёрный ржаной хлеб;
- Пекарня № 5 заготавливала сухари и сушки;
- Пекарня № 3 обеспечивали Калугу белым хлебом;
- Пекарни № 2, 7 и 11 сладкую выпечку: «торты, кексы, печенья, калачи, галеты, пряники (мятные, медовые, ванильные и пр.) баранки сдобные, горчичные, фруктовые, сахарные, сушки и прочие изделия».[1]

Все операции по производству хлеба выполнялись вручную. Профессии тоже были соответствующие: дровокол, сажало, подручный, тестомес. На «Калужском Хлебокомбинате», во всех 12 пекарнях, был введен особый устав поведения рабочих, например, за появление на работе в пьяном виде отправляли в отпуск без оплаты на месяц и записывали выговор в трудовую книжку.

### Военное время
12 октября 1941 года началась оккупация Калуги и, чтобы не печь хлеб для оккупационного режима, дирекция «Калужского Хлебокомбината» принимает решение о роспуске рабочих по домам. За три месяца оккупации города «Калужский Хлебокомбинат» не работал, но в полевых условиях работники и пекари Хлебокомбината выпекали хлеб для ближайшей, расположившейся под Калугой 50-й армии. 
 Хлеб, лепешки пекли практически из сена, соломы. 30 декабря 1941 года под командованием генерала Ивана Васильевича Болдина 50-я армия освободила Калугу от немецких войск. Погибло 250 тысяч советских граждан, половина из них мирные жители.
После освобождения Калуги многие пекарни были разрушены, возникла острая необходимость в хлебе, и Наркомат принял решение задействовать ещё одно здание под хлебокомбинат — бывший свечной завод. В 1944 году при одной из последних бомбардировок города был разрушен главный завод № 1 Калужского хлебокомбината. Старообрядческий храм Сошествия Святого Духа был передан под одно из производств Хлебокомбината, где и сейчас[когда?] выпекается Старообрядческий хлеб.

### Послевоенное время
13 июня 1961 года космонавт Юрий Гагарин приехал в Калугу, по этому случаю работники Калужского Хлебокомбината испекли каравай, которым встречали Гагарина. Традицию встречать известных гостей Калужской области караваем Хлебокомбината № 1 продолжают и по сей день.
В 1970-х годах на съёмки в Калуге фильма «Белый Бим чёрное ухо» для съемочной площадки горячий хлеб доставляли прямо из печи. Актёр Вячеслав Тихонов регулярно просил привозить ему чёрный хлеб местного Хлебокомбината, чтобы прочувствовать место, в котором жил его герой.

### Награды
- «Экологически безопасная продукция», 2005—2009 гг.
- «Экологически безопасные технологии», 2004 г.
- «100+1 лучших товаров Калужской области», 1999, 2000 гг.
- «Российское качество», 2006—2010 гг.